# Benning Road (stanice metra ve Washingtonu)
Benning Road je stanice Washingtonského metra.
Stanice se nachází na modré lince v severovýchodní části hlavního města, pod stejnojmennou ulicí, pátá od východního konce trasy. Je podpovrchová, jednolodní s ostrovním nástupištěm. Její konstrukce se velmi podobá stanici Capitol Heights. Pro veřejnost byla otevřena 22. listopadu roku 1980.